# جنت‌آباد (قم)
جنت‌آباد، روستایی است در بخش مرکزی شهرستان قم در استان قم ایران. جنت‌آباد در ۱۷ کیلومتری جاده قم - کاشان قرار دارد. از مکان‌های دیدنی این روستا می‌توان به حرم سکینه خاتون .(از نوادگان امام هفتم) و سد تاریخی کبار 
و کاروانسرای پاسنگان  اشاره کرد.

.

## جمعیت
براساس سرشماری سال 1395 جمعیت روستای جنت آباد بیش از 2600 نفر می‌باشد.
.

## موقعیت جغرافیایی روستا
روستای جنت آباد در ۵۱درجه و ۴دقیقه طول شرقی و ۳۴درجه و ۲۱دقیقه عرض شمالی واقع شده‌است. به لحاظ موقعیت سیاسی روستای جنت آباد در بخش مرکزی شهرستان قم قرار دارد. فاصله تا مرکز بخش و شهرستان ۱۷ کیلومتر می‌باشد. .
.

## نگارخانه

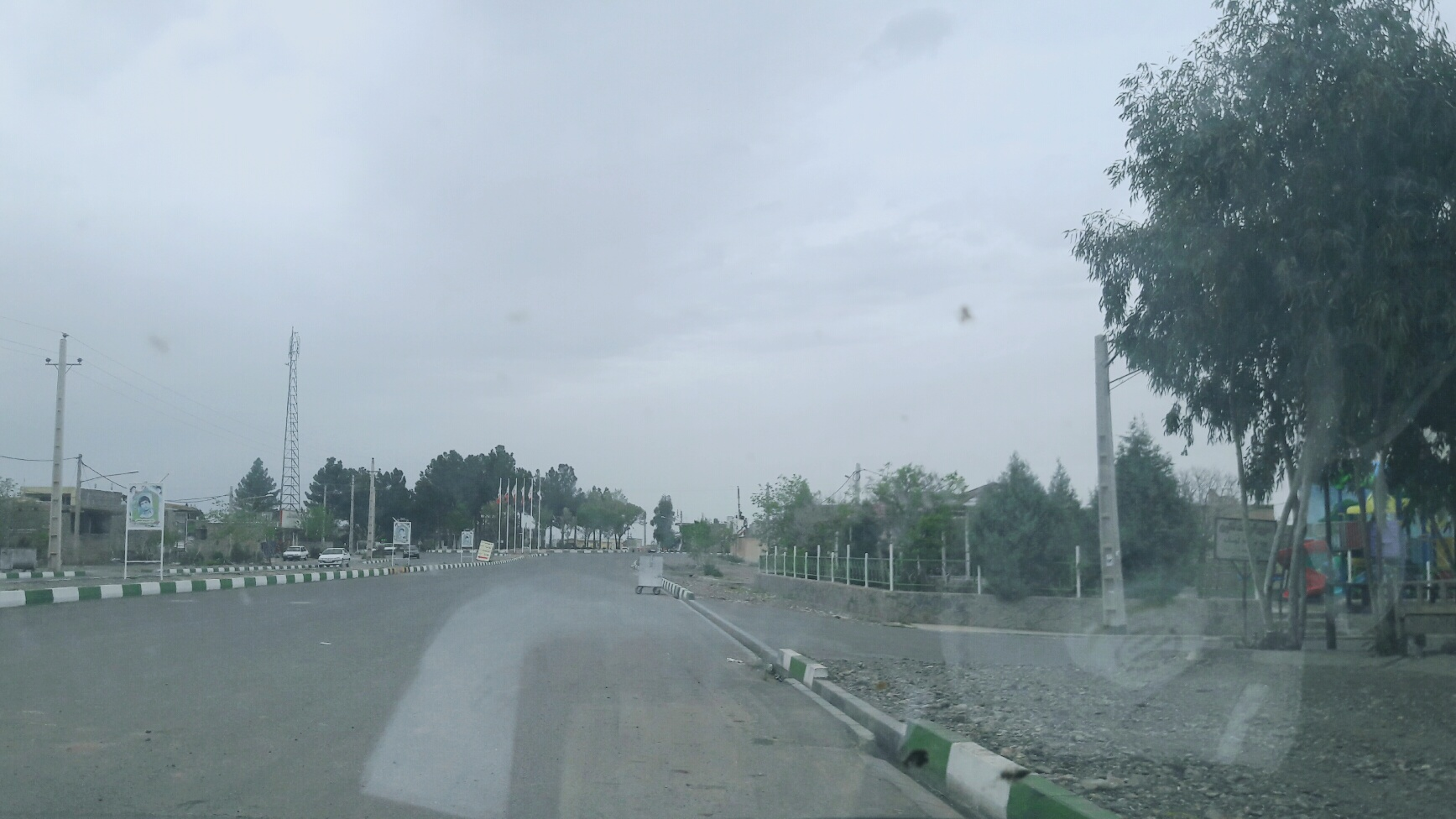
نمایی از مرکز جنت ابادقم
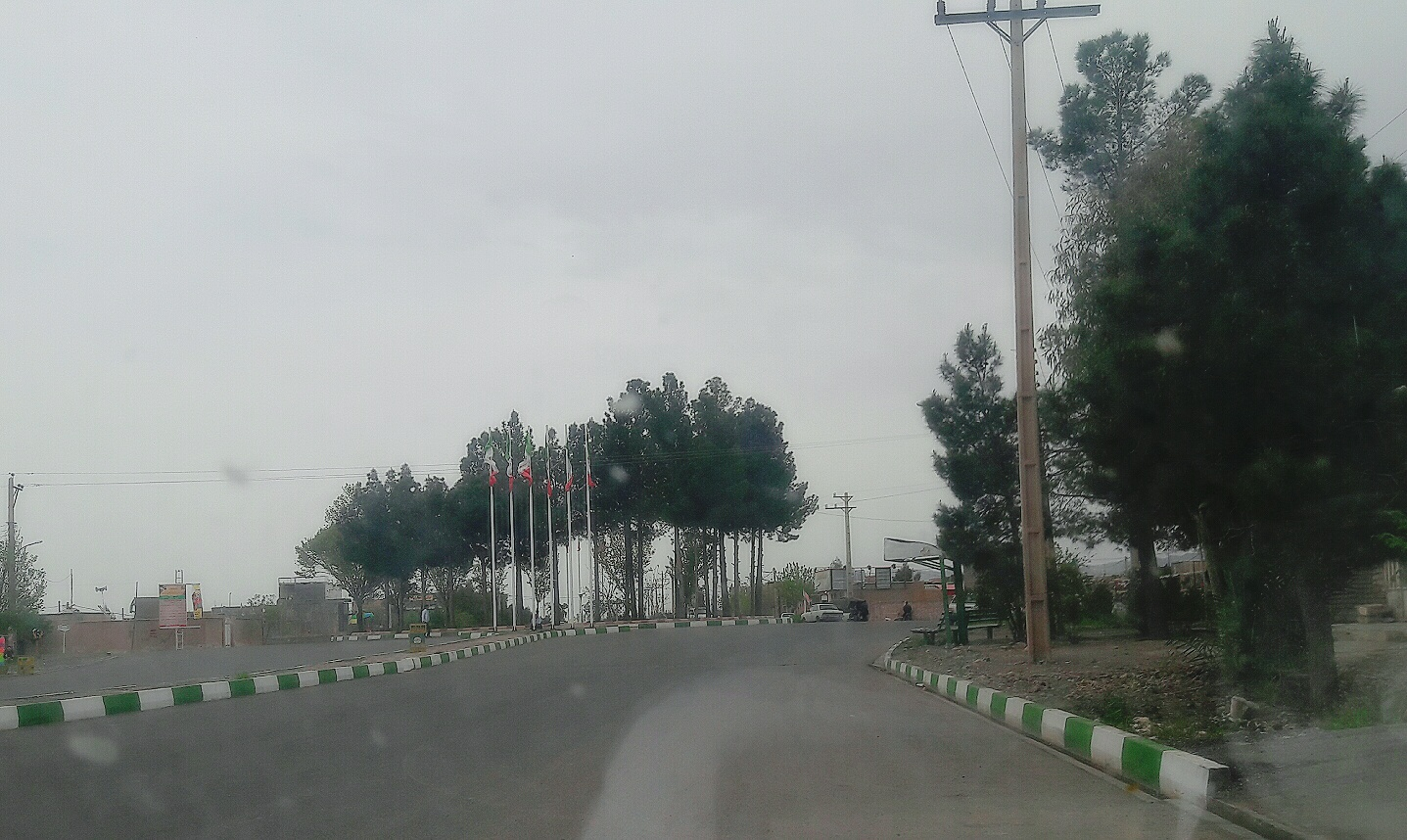
ورودی جنت اباد
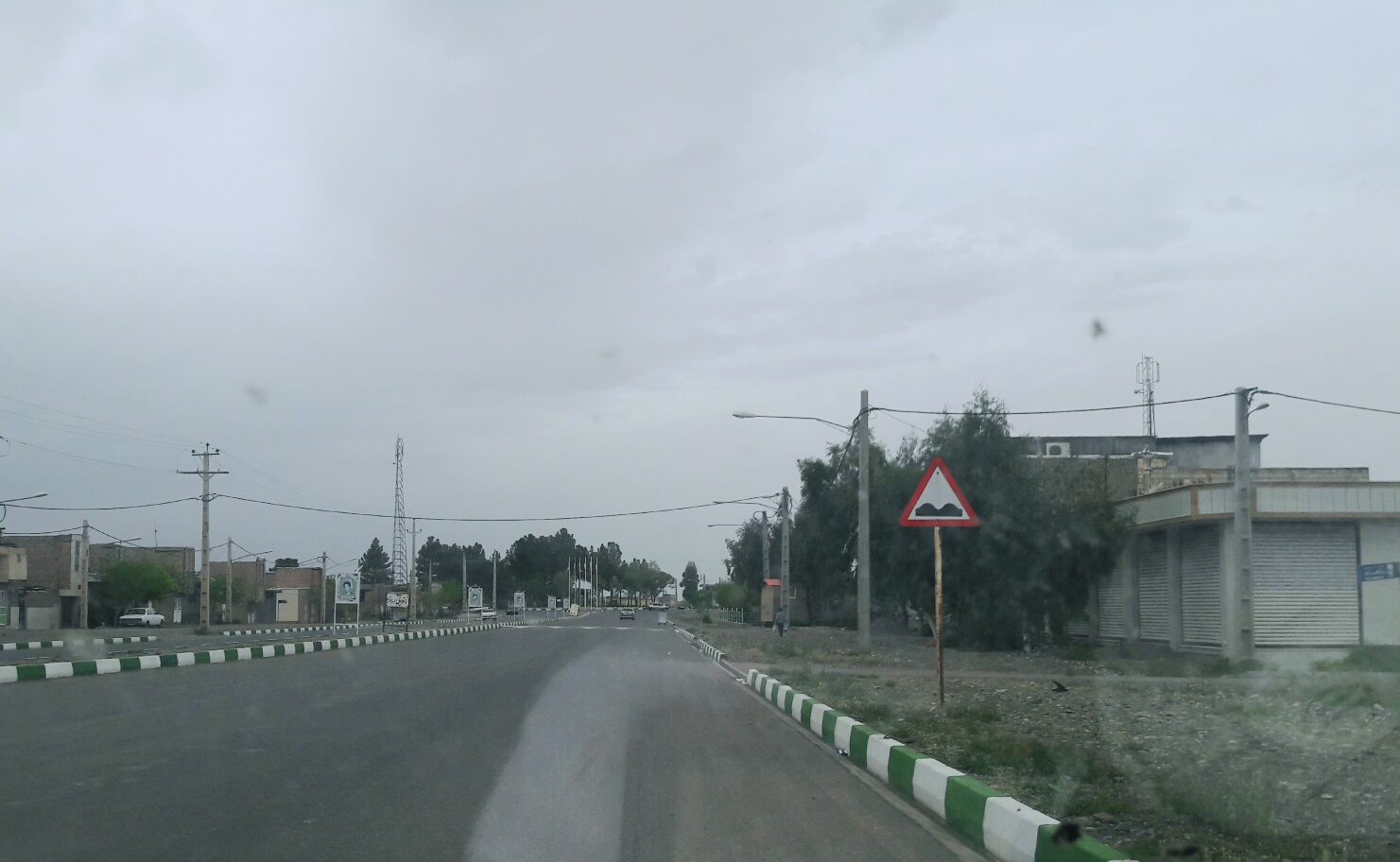
بلوار امام خمینی جنت‌آباد
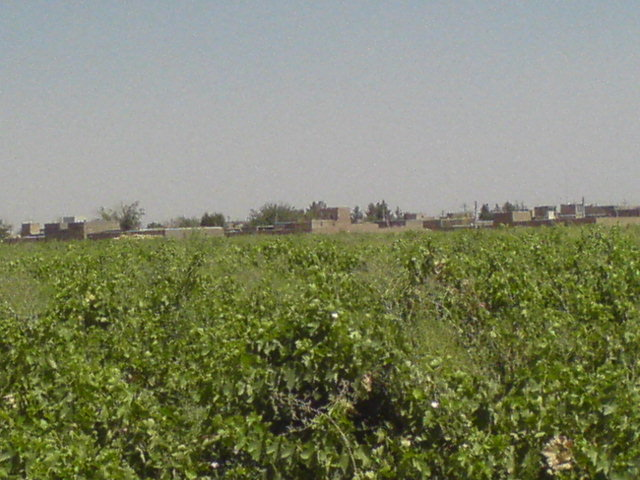
نمایی از مزارع جنت آباد
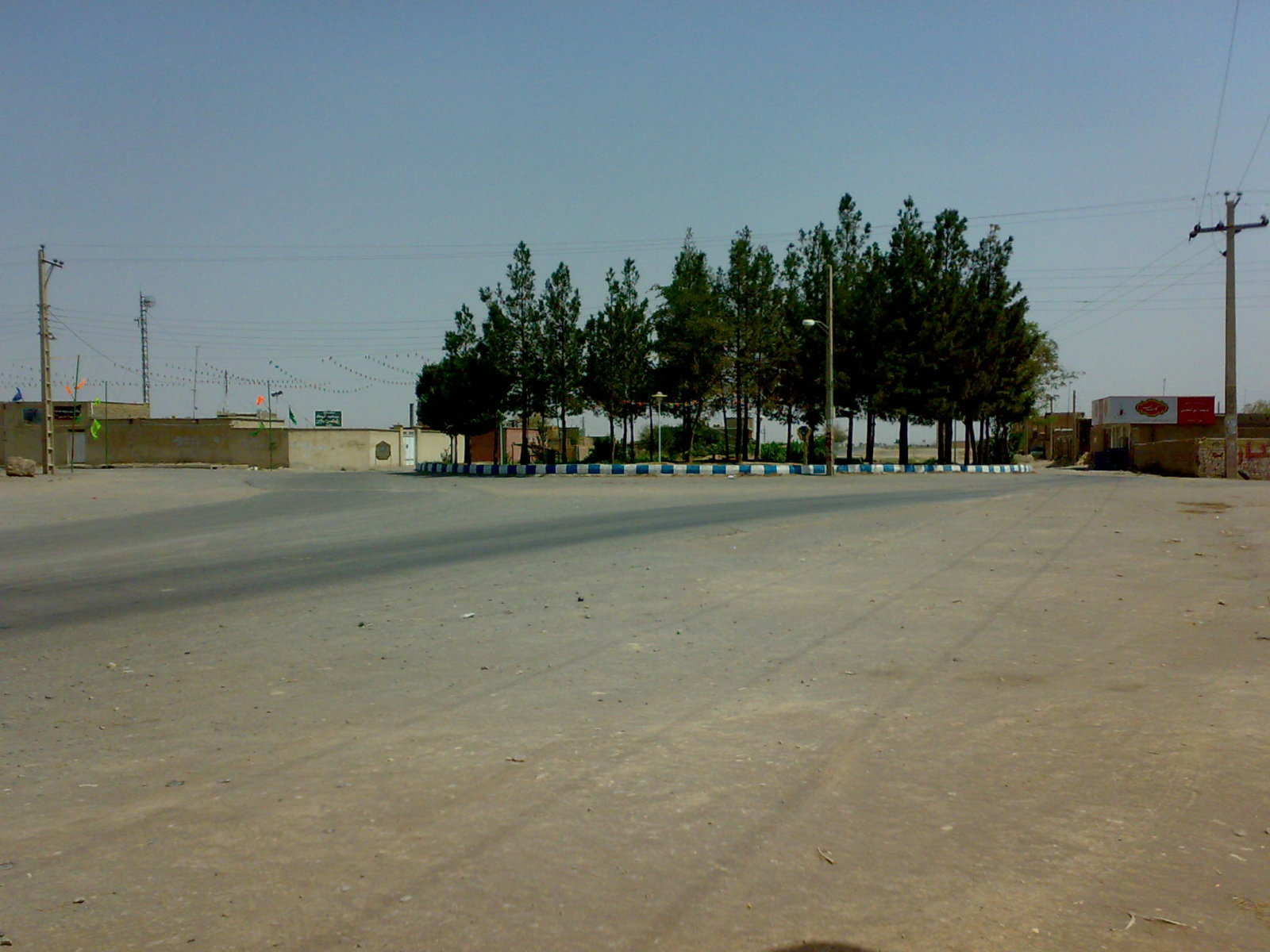
میدان جنت آباد قم
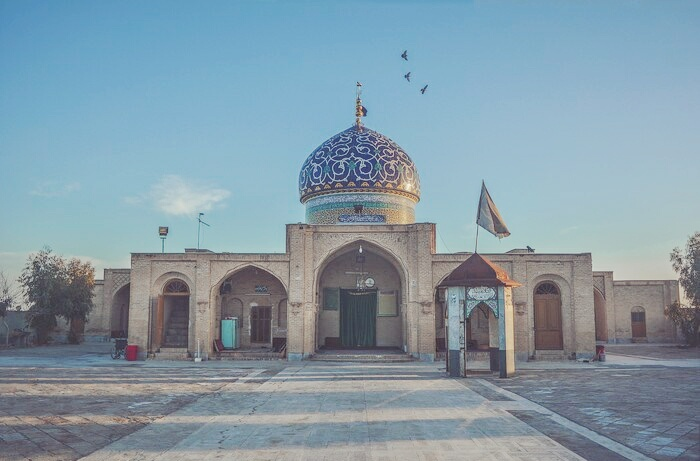
حرم مطهر حضرت سکینه خاتون(س)
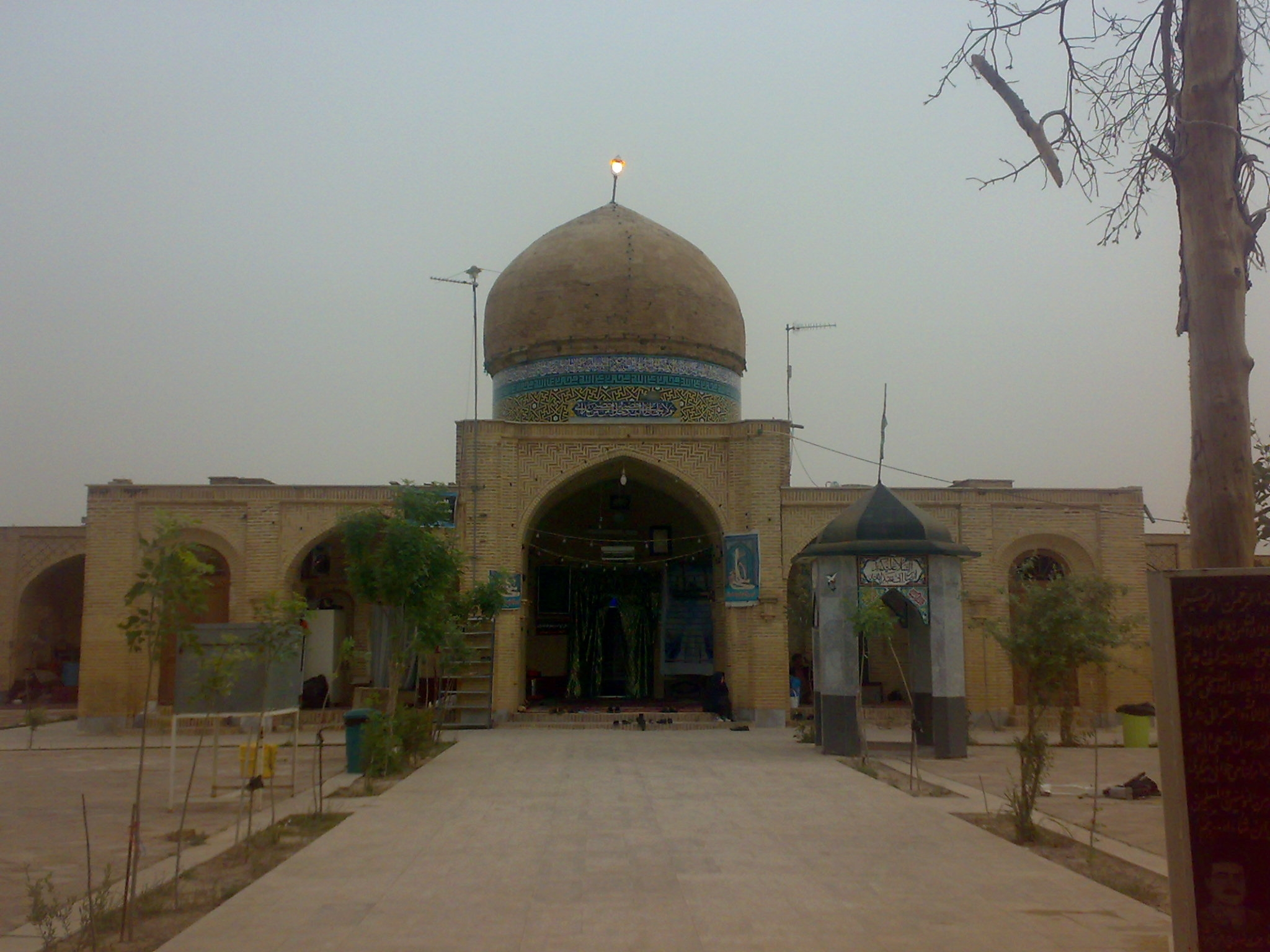
تصویر قدیمی تر حرم مطهر حضرت سکینه خاتون(س)
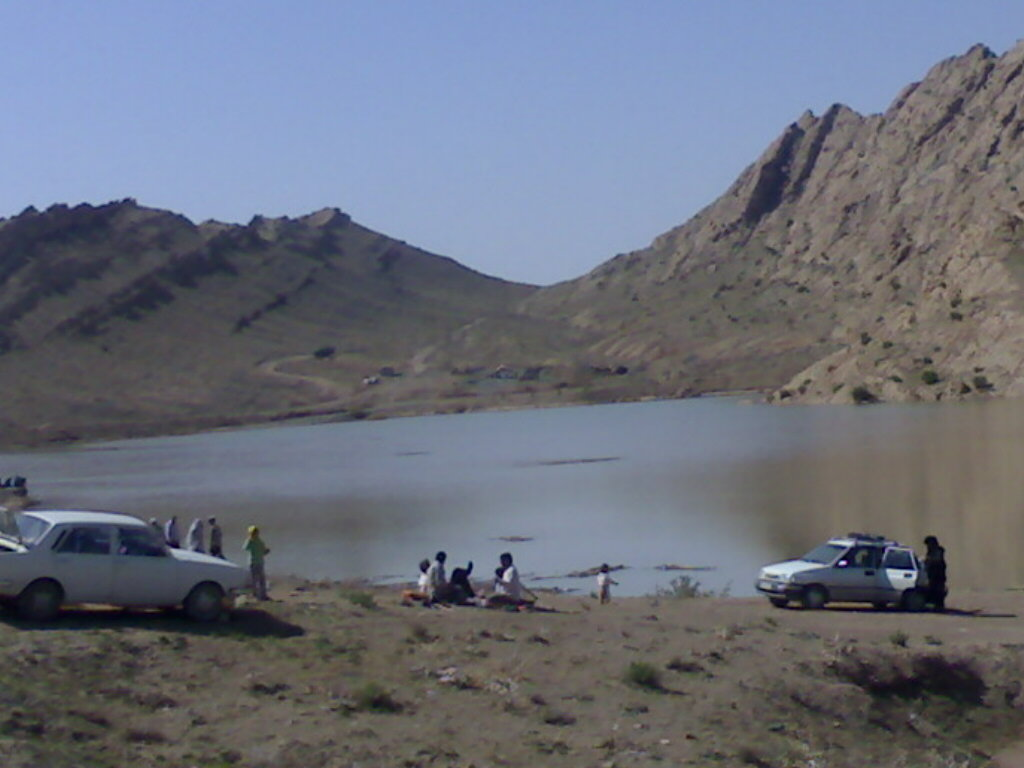
نمایی از سد تاریخی کبار
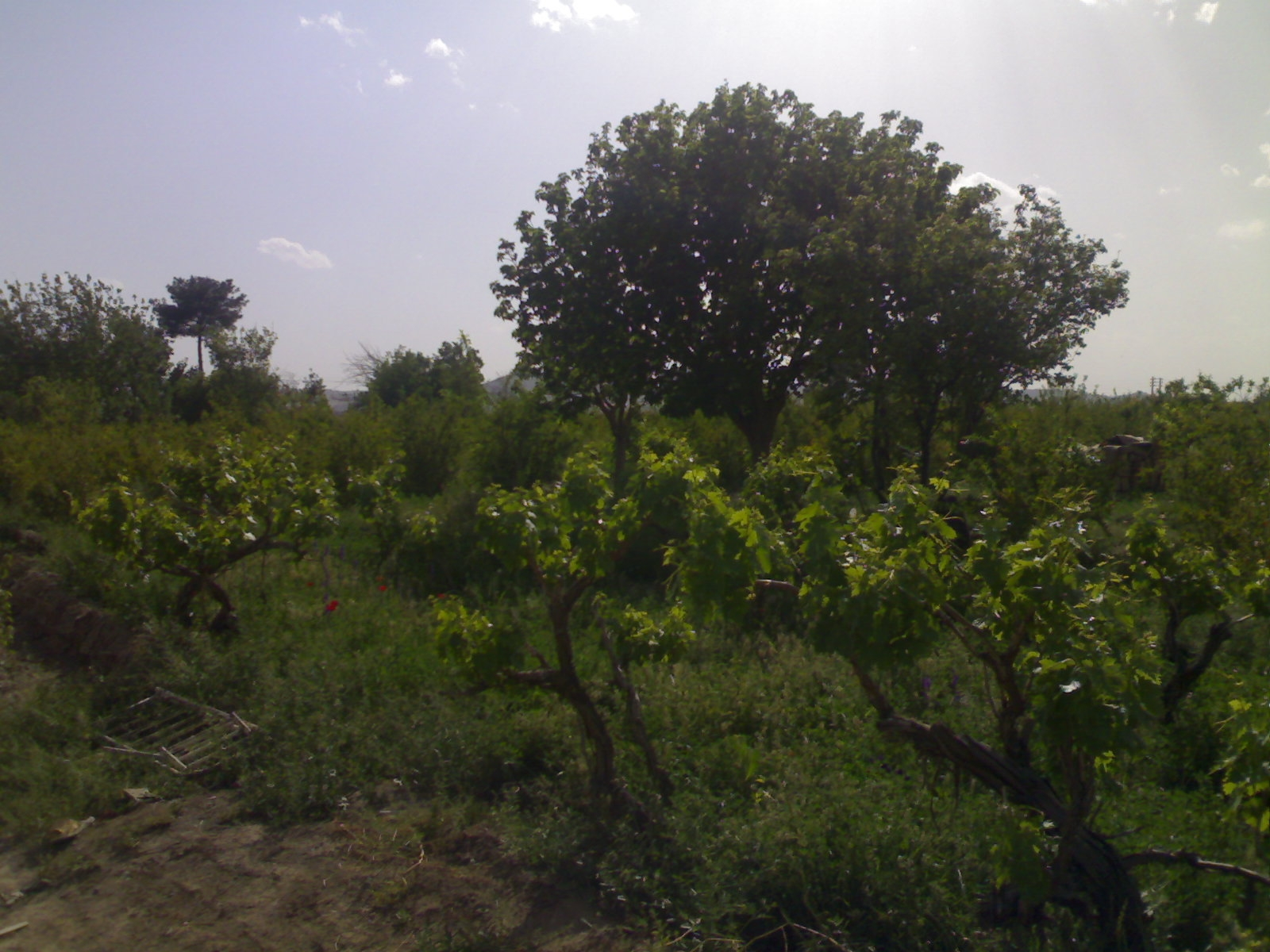
باغ انگور